# Ямолкино
Ямо́лкино (чув. Ямолккă) — деревня в Моргаушском районе Чувашской Республики. Входит в состав Большесундырского сельского поселения.

## География
Находится в северо-западной части Чувашии, на расстоянии приблизительно 12 км на север-северо-запад по прямой от районного центра села Моргауши.

## История
Известна в 1858 году как околоток деревни Татаркасы (ныне Большие Татаркасы) с 19 жителями. В 1897 году был 51 житель, в 1926 — 11 дворов и 48 жителей, в 1939 — 62 жителя, в 1979 43. В 2002 году было 5 дворов, в 2010 — 3 домохозяйства. В 1933 образован колхоз «2-я пятилетка», в 2010 действовало КФХ «Пихтеров».

## Население
Постоянное население составляло 7 человек (чуваши 100 %) в 2002 году, 5 в 2010.